# Phellia inornata
Phellia inornata is een zeeanemonensoort uit de familie Sagartiidae. De anemoon komt uit het geslacht Phellia. Phellia inornata werd in 1869 voor het eerst wetenschappelijk beschreven door Verrill. 